# Сепельини, Пабло
Пабло Даниэль Сепельини Гатто (исп. Pablo Daniel Cepellini Gatto; 11 сентября 1991, Монтевидео) — уругвайский футболист, левый полузащитник перуанского клуба «Альянса Лима».

## Карьера
Пабло Сепельини — воспитанник клуба «Белья Виста». Он дебютировал в основном составе команды 22 февраля 2009 года в матче с «Такуарембо». В том же сезоне, где он провёл 12 игр, его команда вылетела во второй дивизион чемпионата Уругвая. В следующем сезоне его клуб вернулся в Примеру уругвайского первенства, выиграв Клаусуру. Сам Сепельини забил в Апертуре и Клаусуре этого сезона 5 голов. В сезоне 2010/2011 Пабло провёл на поле 12 матчей.
В январе 2011 года Пабло, вместе с партнёром по команде, Федерико Родригесом, был куплен клубом «Пеньяроль». Однако из-за участия в чемпионате Южной Америки не провёл за клуб ни одной игры.
31 января 2011 года Сепельини был куплен клубом «Кальяри» за 2,35 млн евро. 8 мая 2011 года он дебютировал в составе клуба в матче с «Чезеной» (0:2).

## Международная карьера
Сепельини выступал за молодёжную сборную Уругвая. В её составе футболист играл в 2011 году на молодёжном первенстве Южной Америки, где провёл 8 из 9 встреч своей команды. Особенно Пабло отличился в матче с Чили, где забил два гола. Уругвай дошёл до финала, где проиграла бразильцам 0:6. В том же году он играл на молодёжном чемпионате мира, где провёл все три встречи своей команды.

## Достижения
- Чемпион Уругвая (1): 2021
- Обладатель Суперкубка Уругвая (1): 2022
- Чемпион Словении (1): 2013/14
- Финалист Кубка Румынии (1): 2014/15